# Sphaeroderma
Genre
Sphaeroderma est un genre d'insectes coléoptères de la famille des Chrysomelidae.

## Espèces rencontrées en Europe
- Sphaeroderma rubidum ou Altise rouge (Graëlls 1858)
- Sphaeroderma testaceum (Fabricius 1775)